# Bathygadidae
Die Bathygadidae sind eine Fischfamilie aus der Ordnung der Dorschartigen (Gadiformes). Die Fische leben weltweit in Tiefen von 200 bis 2700 Metern, meist zwischen 400 und 1500 Metern, in tropischen und subtropischen Meeren, nicht aber in Regionen über dem Kontinentalsockel im östlichen Pazifik.

## Merkmale
Bathygadidae werden 25 bis 63,5 cm lang. Sie besitzen zwei Rückenflossen, von denen die erste kurz und die zweite lang ist. Die zweite Rückenflosse beginnt kurz hinter der ersten. Ihre Flossenstrahlen sind länger als die der Afterflosse. Die erste Rückenflosse hat einen schlanken, stachligen zweiten Flossenstrahl. Das Maul ist breit, endständig und leicht protraktil (vorstülpbar). Die Schnauze ist abgerundet. Beide Kiefer sind mit kleinen bis winzigen Zähnen besetzt. Die Kinnbartel ist lang, kurz oder kann fehlen. Die Anzahl der Branchiostegalstrahlen liegt bei sieben. Die Kiemenreusenstrahlen des ersten Kiemenbogens sind schlank, lang und zahlreich. Der Darm ist einfach N- oder S-förmig gefaltet. 
Der Mageninhalt der Bathygadidae besteht meist aus Ruderfußkrebsen, Krill und Garnelen, so dass angenommen wird, dass sie sich, im Unterschied zu den Grenadierfischen, vor allem von pelagischer Beute ernähren.

## Systematik
Die Bathygadidae wurden lange Zeit als Unterfamilie den Grenadierfischen (Macrouridae) zugeordnet. 2009 wurden sie von Adela Roa-Varón und Guillermo Ortí in den Familienrang erhoben. Die Bathygadidae sind die Schwestergruppe der Macruronidae.

## Gattungen und Arten

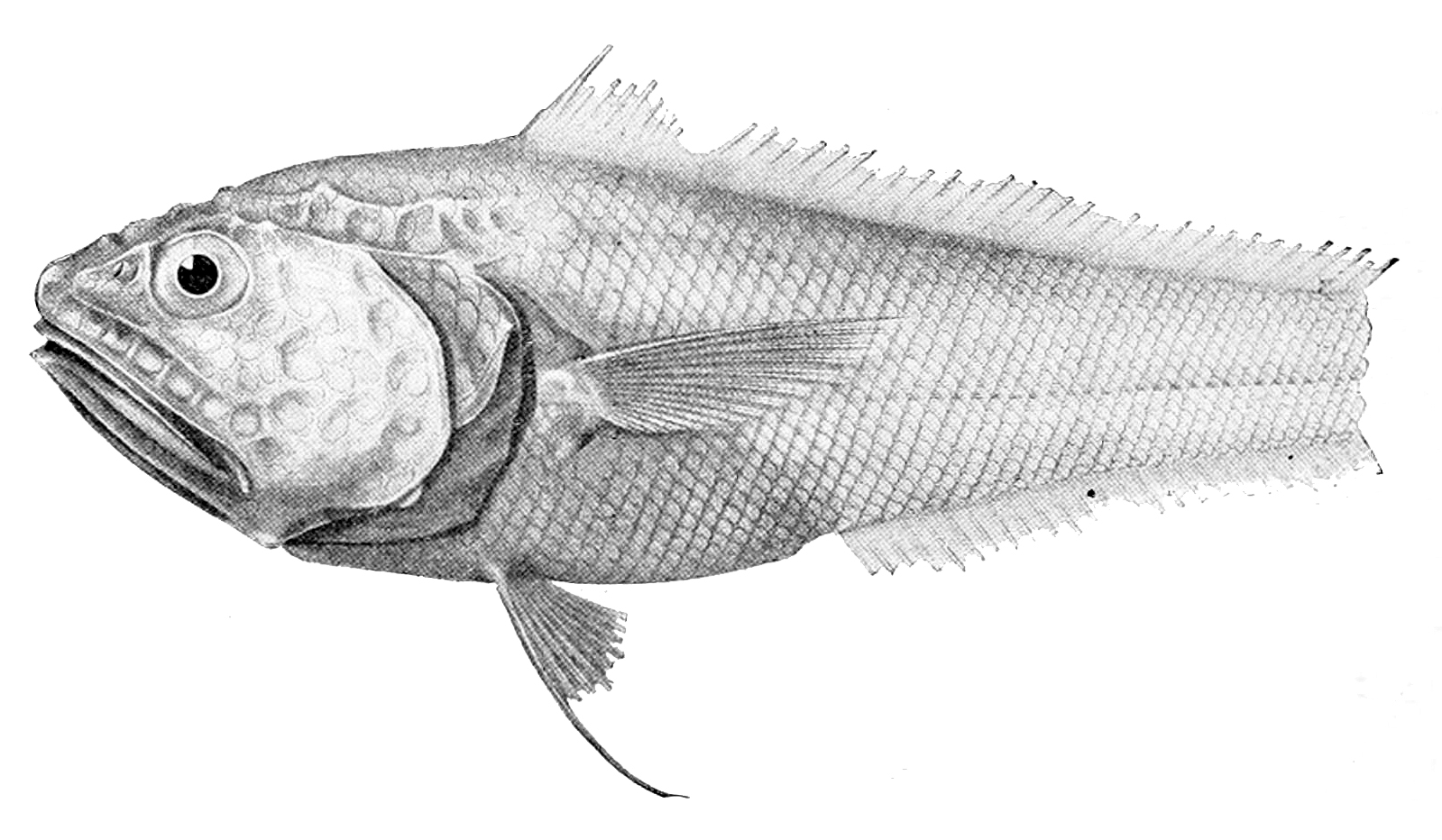
Bathygadus bowersi

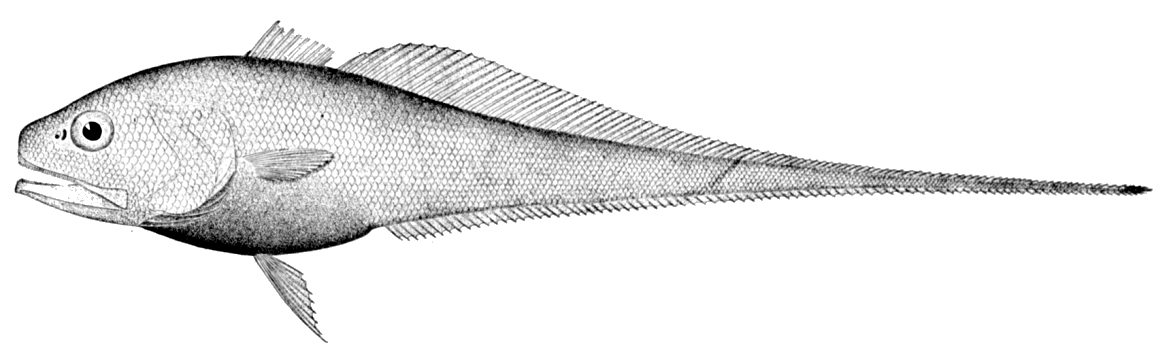
Bathygadus favosus

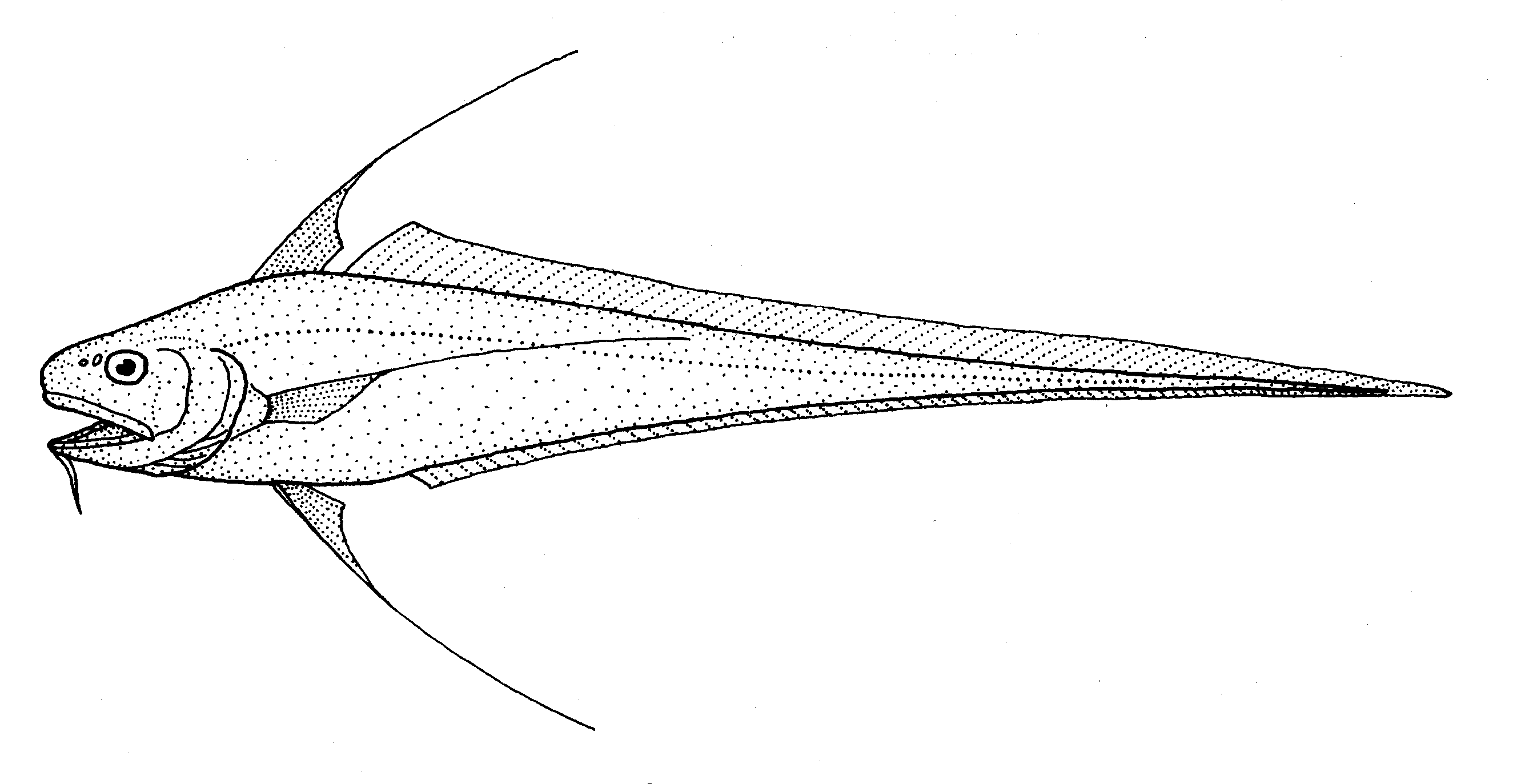
Gadomus aoteanus

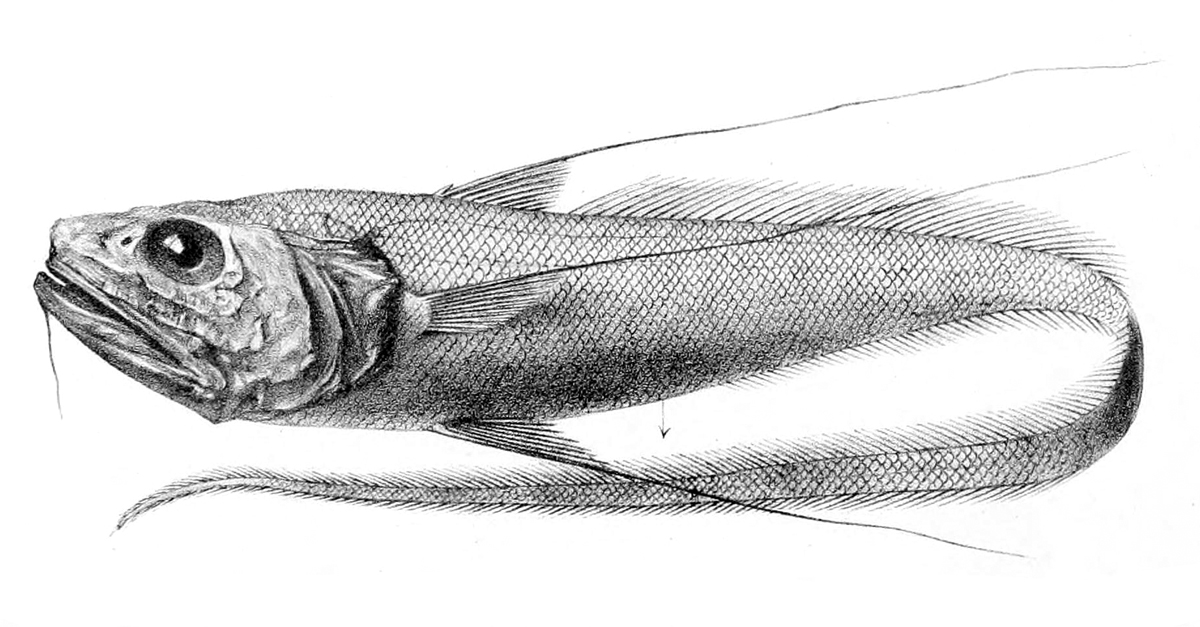
Gadomus longifilis

Es gibt zwei Gattungen mit insgesamt 26 Arten:
- Bathygadus
  - Bathygadus antrodes (Jordan & Starks, 1904)
  - Bathygadus bowersi (Gilbert, 1905)
  - Bathygadus cottoides Günther, 1878
  - Bathygadus dubiosus Weber, 1913
  - Bathygadus entomelas Gilbert & Hubbs, 1920
  - Bathygadus favosus  Goode & Bean, 1886
  - Bathygadus furvescens Alcock, 1894
  - Bathygadus garretti Gilbert & Hubbs, 1916
  - Bathygadus macrops Goode & Bean, 1885
  - Bathygadus melanobranchus Vaillant, 1888
  - Bathygadus nipponicus (Jordan & Gilbert, 1904)
  - Bathygadus spongiceps Gilbert & Hubbs, 1920
  - Bathygadus sulcatus (Smith & Radcliffe, 1912)
- Gadomus
  - Gadomus aoteanus McCann & McKnight, 1980
  - Gadomus arcuatus (Goode & Bean, 1886)
  - Gadomus capensis (Gilchrist & von Bonde, 1924)
  - Gadomus colletti Jordan & Gilbert, 1904
  - Gadomus denticulatus Gilbert & Hubbs, 1920
  - Gadomus dispar (Vaillant, 1888)
  - Gadomus filamentosus (Smith & Radcliffe, 1912)
  - Gadomus introniger Gilbert & Hubbs, 1920
  - Gadomus longifilis (Goode & Bean, 1885)
  - Gadomus magnifilis Gilbert & Hubbs, 1920
  - Gadomus melanopterus Gilbert, 1905
  - Gadomus multifilis (Günther, 1887)
  - Gadomus pepperi Iwamoto & Williams, 1999

## Nutzung
Von den Bathygadidae kommt nur die nordatlantische Art Bathygadus macrops in so großer Anzahl vor, dass sie von wirtschaftlichem Interesse ist und befischt wird. Daneben wird auch der in derselben Region, aber tiefer lebende B. melanobranchus in geringem Maße gefangen.